# Cavariella
Cavariella är ett släkte av insekter som beskrevs av Del Guercio 1911. Cavariella ingår i familjen långrörsbladlöss.

## Bildgalleri

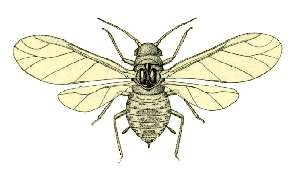

## Dottertaxa tillCavariella, i alfabetisk ordning[1][2]
- Cavariella aegopodii
- Cavariella angelicae
- Cavariella aquatica
- Cavariella araliae
- Cavariella archangelicae
- Cavariella aspidaphoides
- Cavariella bhutanensis
- Cavariella biswasi
- Cavariella borealis
- Cavariella bunii
- Cavariella cicutae
- Cavariella digitata
- Cavariella gilibertiae
- Cavariella hendersoni
- Cavariella heraclei
- Cavariella hidaensis
- Cavariella himachali
- Cavariella indica
- Cavariella intermedia
- Cavariella japonica
- Cavariella kamtshatica
- Cavariella konoi
- Cavariella largispiracula
- Cavariella lhasana
- Cavariella longicauda
- Cavariella nigra
- Cavariella nigrocaudata
- Cavariella nipponica
- Cavariella oenanthi
- Cavariella pastinacae
- Cavariella pseudopustulata
- Cavariella pustula
- Cavariella salicicola
- Cavariella salicis
- Cavariella sapporoensis
- Cavariella saxifragae
- Cavariella sericola
- Cavariella simlaensis
- Cavariella takahashii
- Cavariella theobaldi